# Здание Смитсоновского института
Здание Сми́тсоновского института (англ. Smithsonian Institution Building) — замок в неороманском стиле из красного песчаника, стоящий на Национальной аллее в городе Вашингтон (округ Колумбия), США. В парке музея располагаются два входа в подземные музеи Смитсоновского института; Национальный музей искусства Африки и Галерея Саклера. Сам замок служит институту офисом, информационным центром и площадкой для выставок. В 1965 году здание было включено в список национальных исторических памятников США.

## История
Это здание было первым проектом архитектора Джеймса Ренвика-младшего (среди прочих работ которого можно отметить Собор Святого Патрика (Нью-Йорк) и Галерею Ренвика(Вашингтон)) для Смитсоновского института. В 1846 году строительный комитет провёл общенациональный конкурс, жюри которого единогласно выбрало дизайн Ренвика. Картонная модель замка с того конкурса сохранилась и выставлена в самом замке. Ренвику ассистировал Роберт Миллс, особенно при внутренней отделке здания.

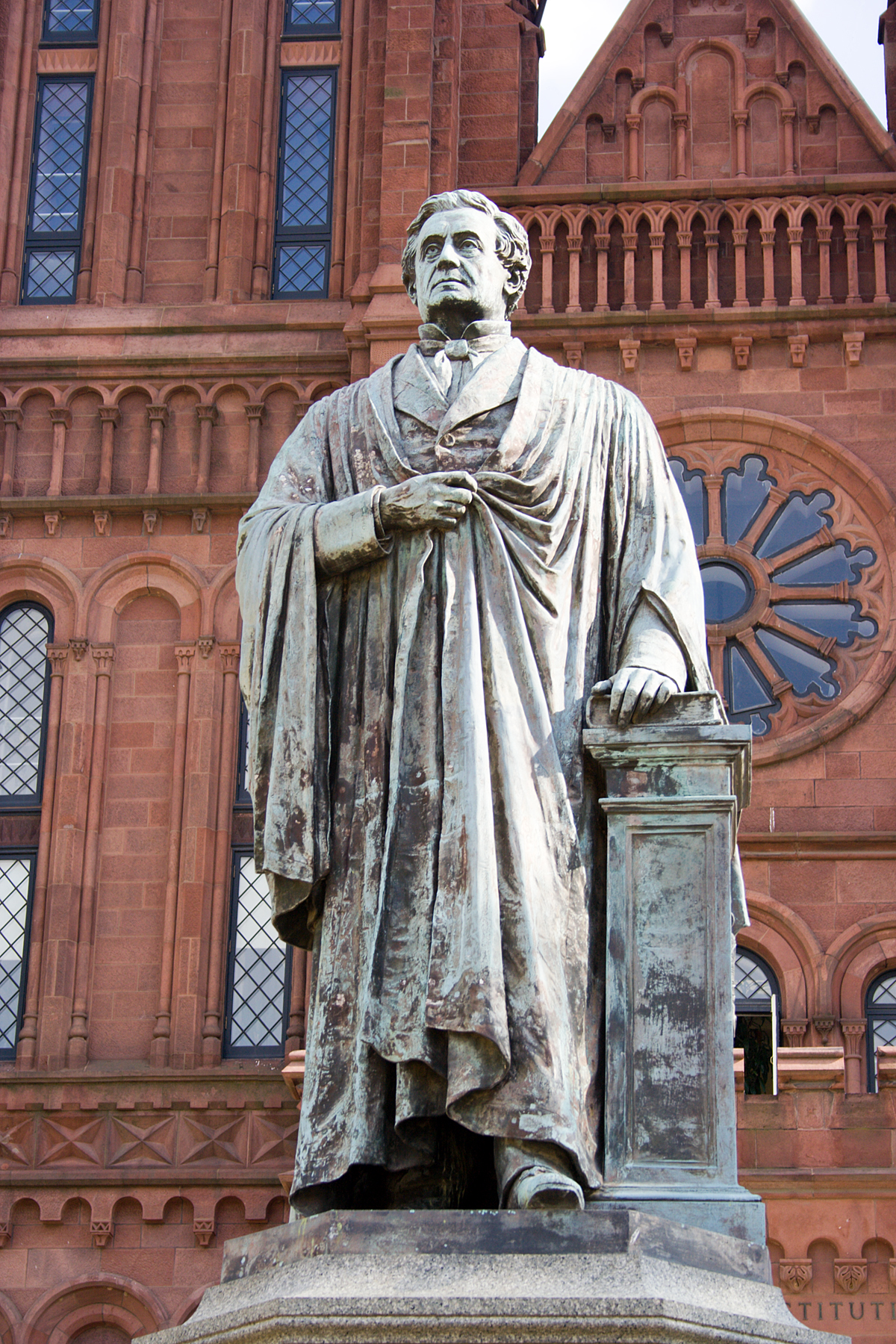
Статуя Джозефа Генри перед зданием.

Изначально планировалось строить замок из белого мрамора, затем на роль основного материала рассматривался жёлтый песчаник, и, наконец, строительный комитет и архитектор остановились на красном песчанике из Сенекского карьера в штате Мэриленд. Такой песчаник был существенно дешевле гранита и мрамора и прост в обработке, устойчив к воздействию стихий. Научные данные свидетельствуют о использовании рабского труда на добыче красного песчаника в Сенекском карьере для строительства этого здания, однако данные о том, что рабы были задействованы в самом строительстве, отсутствуют.
Строительный комитет назначил в качестве генерального подрядчика Гилберта Кэмерона, который начал строительство в 1847 году. Восточное крыло было закончено в 1849 и занято первым секретарём Смитсоновского института Джозефом Генри и его семьёй. Западное крыло построено позже в том же году. Снаружи замок был закончен в 1852, работа Ренвика была завершена, и он покинул проект. Кэмерон продолжил работы внутри замка и завершил строительство в 1855 году.
Несмотря на все меры пожарной безопасности, доступные в то время и использовавшиеся в этом здании, пожар 1865 года стал причиной серьёзных повреждений верхнего этажа, уничтожения рукописей Джеймса Смитсона, бумаг Джозефа Генри, двух сотен картин с американскими индейцами кисти Джона Микса Стэнли, Комнаты Регента, лекционного зала и содержимого публичных библиотек городов Александрия (Виргиния) и Бофорд (Южная Каролина), конфискованного войсками северян во время Гражданской войны. Последующая реконструкция была проведена местным архитектором Адольфом Клуссом в 1865—1867 годах. Последующие противопожарные реконструкции проводились в 1883 также Адольфом Клуссом, который к тому времени построил рядом Музей искусств и промышленности. К восточному крылу было добавлено два этажа, к западному — один этаж. Электрическое освещение было установлено в 1895 году.
В 1900-х годах деревянный пол главного зала был заменен на терраццо, а у южного входа был открыт Детский музей. Также был построен туннель, соединяющий замок с Музеем искусств и промышленности. В ходе масштабной реконструкции 1968—1970 годов в здании были установлены современные системы освещения, отопления, вентиляции и кондиционирования воздуха, а также лифты. Сад Энид А. Хаупт был создан в 1987 году вместе с воротами Ренвика, которые выходят на Индепенденс-авеню и были сложены из красного известняка, оставшегося после демонтажа местной тюрьмы.

## Описание

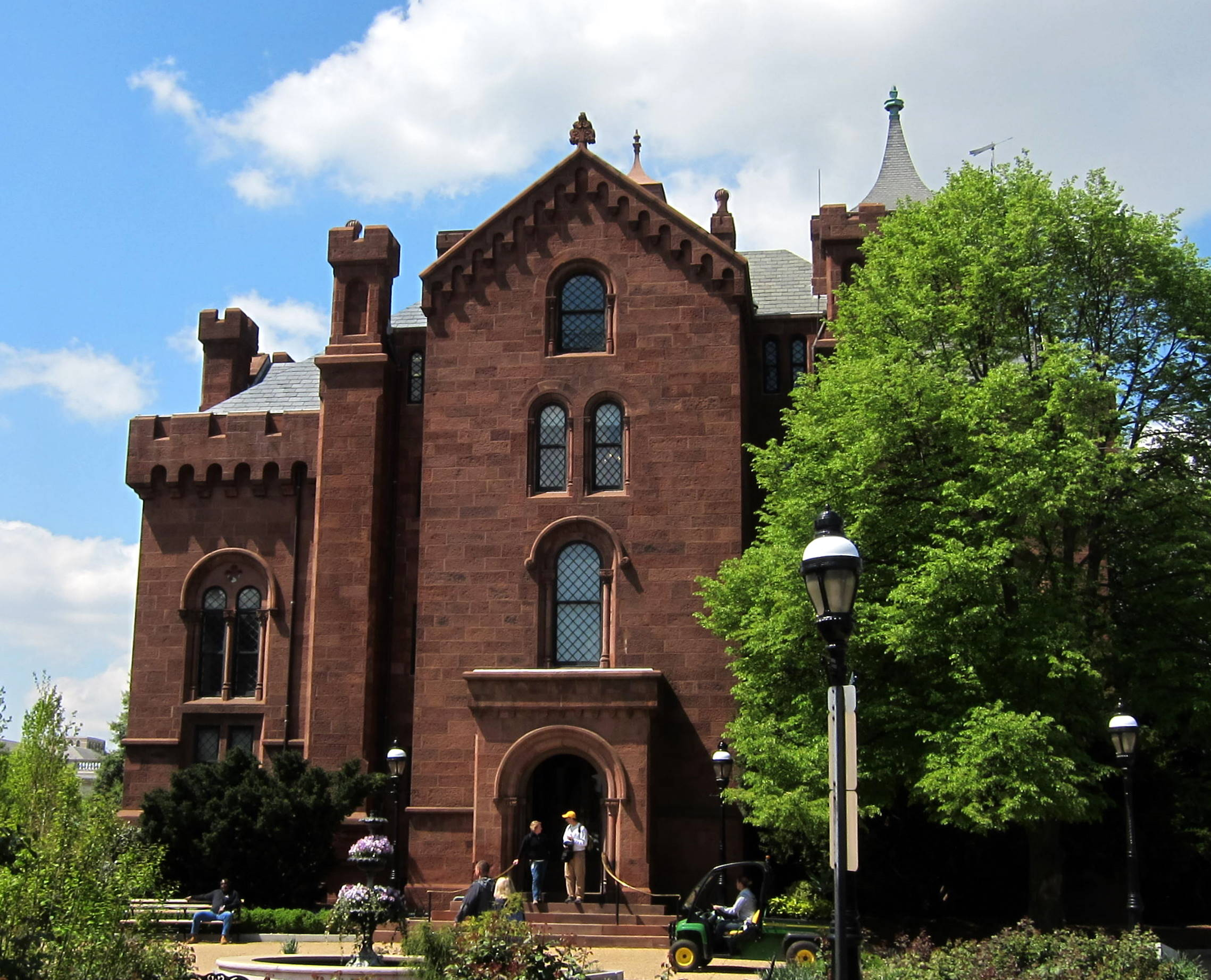
Западный вход в здание

Джеймс Ренвик спроектировал этот замок как доминанту ландшафта Национальной аллеи, использовав элементы из книги Памятники немецкой архитектуры Георга Моллера. Изначально Ренвик планировал здание в стиле Капитолия США, но позже перешёл к традиционному дизайну из книги.
Фасад здания выполнен из красного песчаника, что выделяет его среди гранитных, мраморных и выполненных из жёлтого песчаника главных зданий Вашингтона.

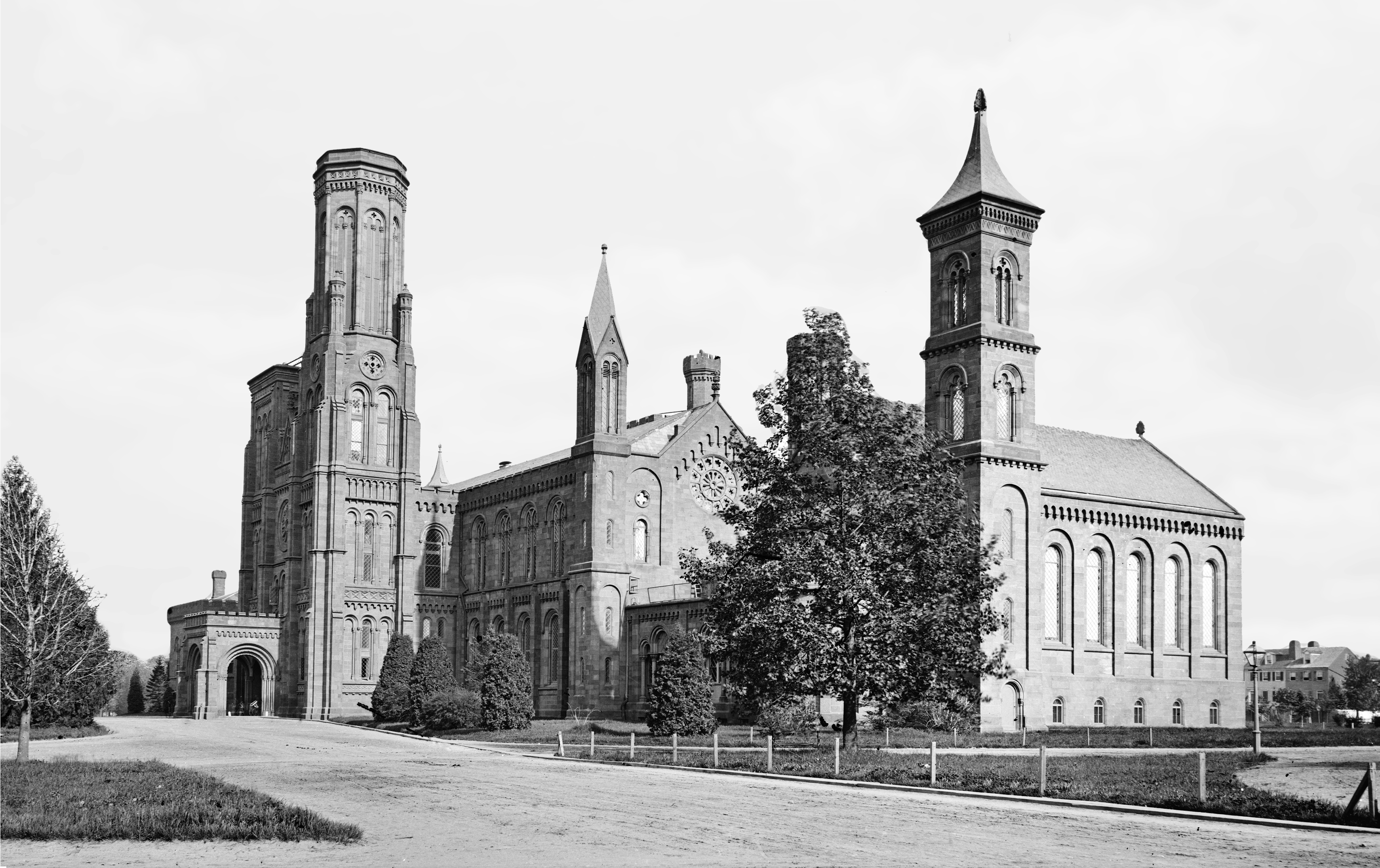
Замок в 1870 году

Здание состоит из центральной секции, двух пристроек и двух крыльев. Четыре башни содержат внутреннее пространство, а пять башен поменьше носят декоративный характер (хотя в некоторых из них есть лестницы). В центральной секции находится парадный вход и музейное пространство, также имеется большой лекционный зал на втором этаже и подвал. Две галереи использовались для показа предметов искусства и артефактов, сейчас в этом месте информационный центр и ресепшн. В восточной пристройке располагается лаборатория на первом этаже и исследовательский кабинет на втором. В восточном крыле раньше находился склад на первом этаже и комната охраны на втором. Сейчас это пространство используется как административные офисы и архивы. Западная пристройка использовалась как зал для чтения. В западном крыле, известном как часовня, размещалась библиотека. Западные крыло и пристройка сейчас открыты для посетителей.
Основная южная башня имеет 28 метров в высоту и 11 квадратных метров площади. На северной стороне — две башни, высота большей составляет 44 метра. Колокольня на северо-восточном углу имеет площадь 5,2 метра и высоту 36 метров.
План здания допускает его расширение с одной из сторон, средневековый дизайн изначально не симметричен — поэтому еще одна пристройка не испортит гармоничность замка.

## Современное использование
Смитсоновский замок используется в качестве административного офиса Смитсоновского института и информационного центра для туристов (здесь можно найти карты, путеводители и электронные гиды). В склепе у северного входа находится могила Джеймса Смитсона.

## Галерея

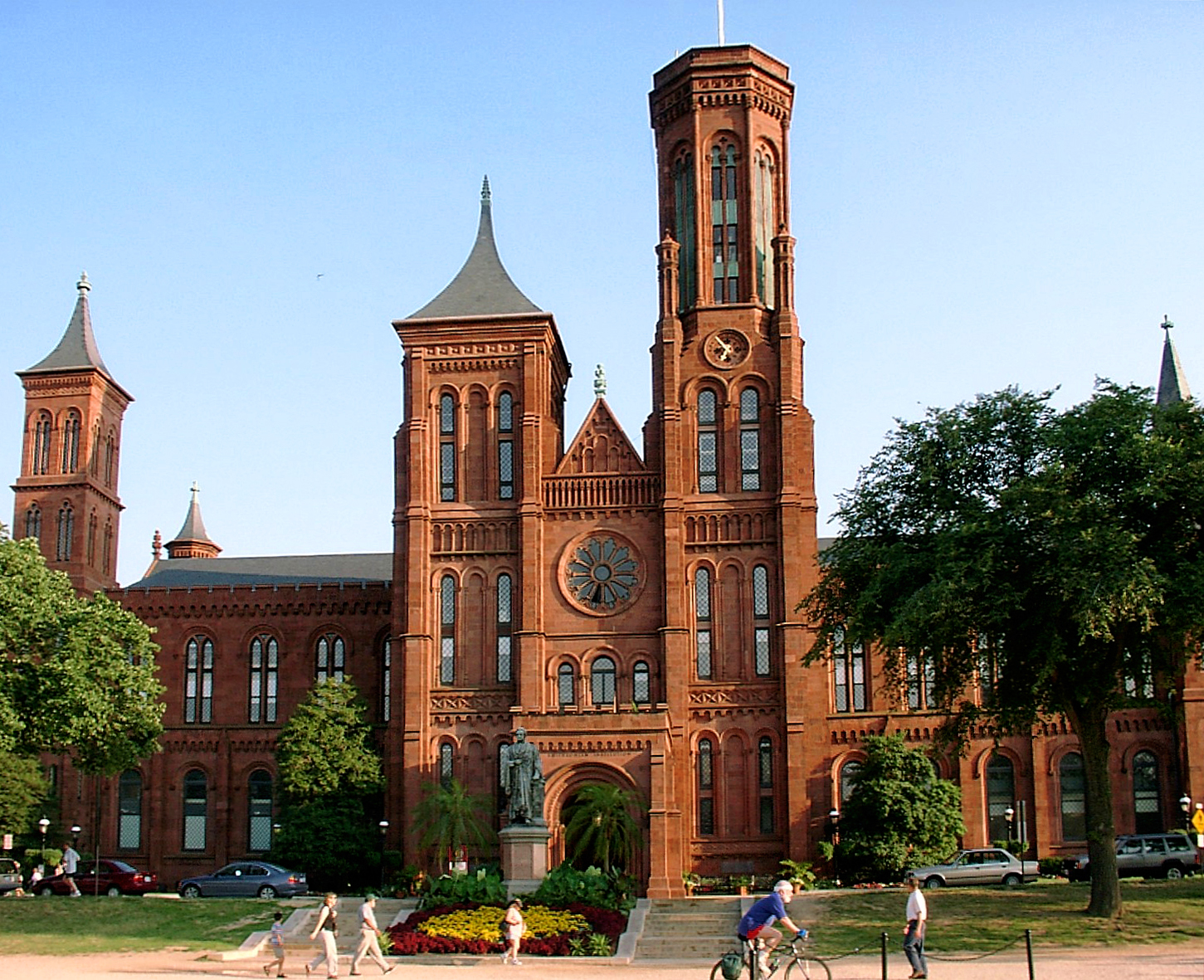
Северный фасад
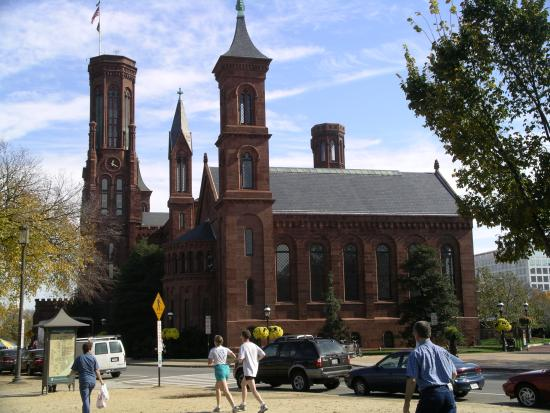
Западный фасад
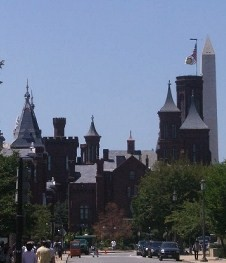
Восточный фасад
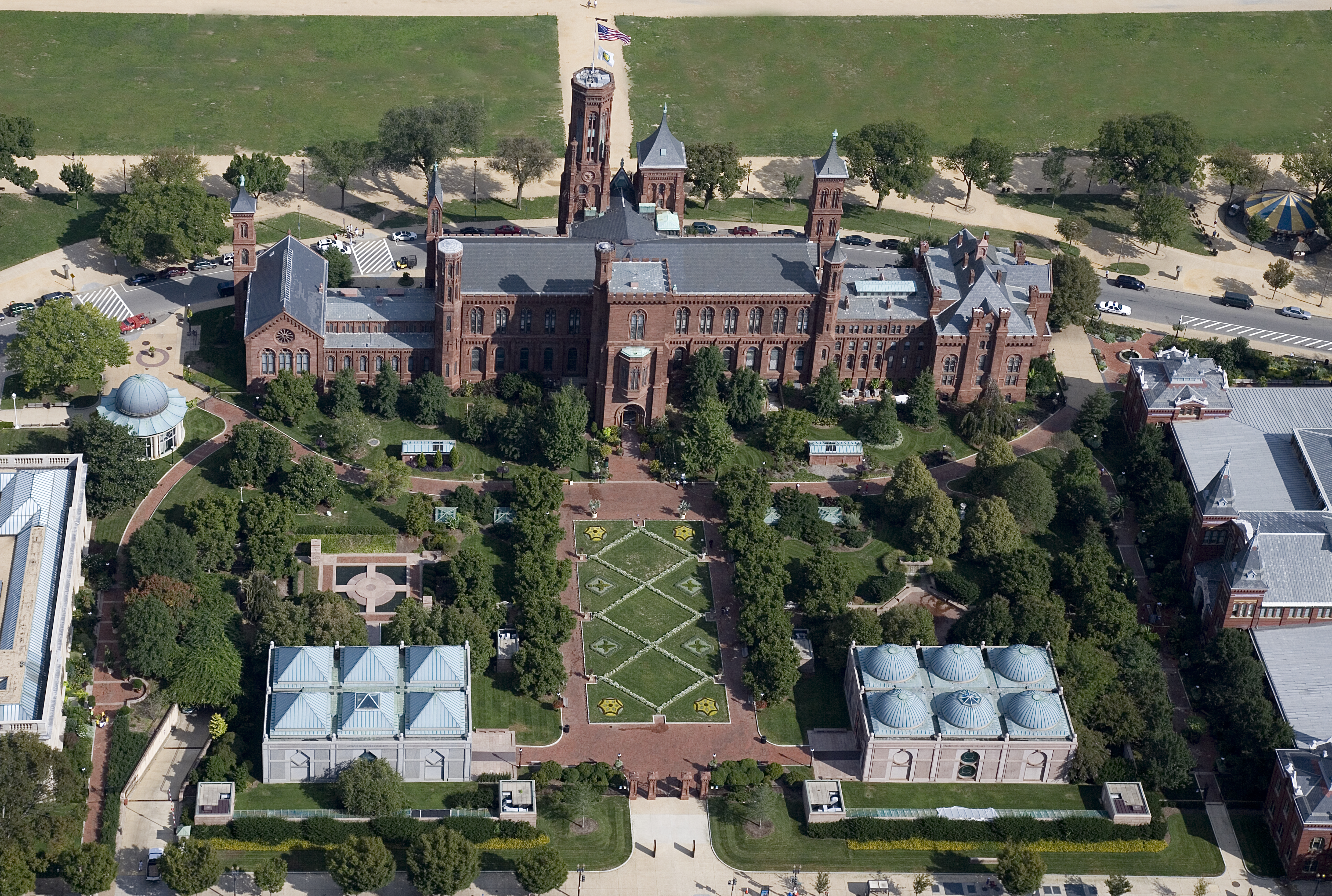
Вид сверху (справа — Музей искусств и промышленности)
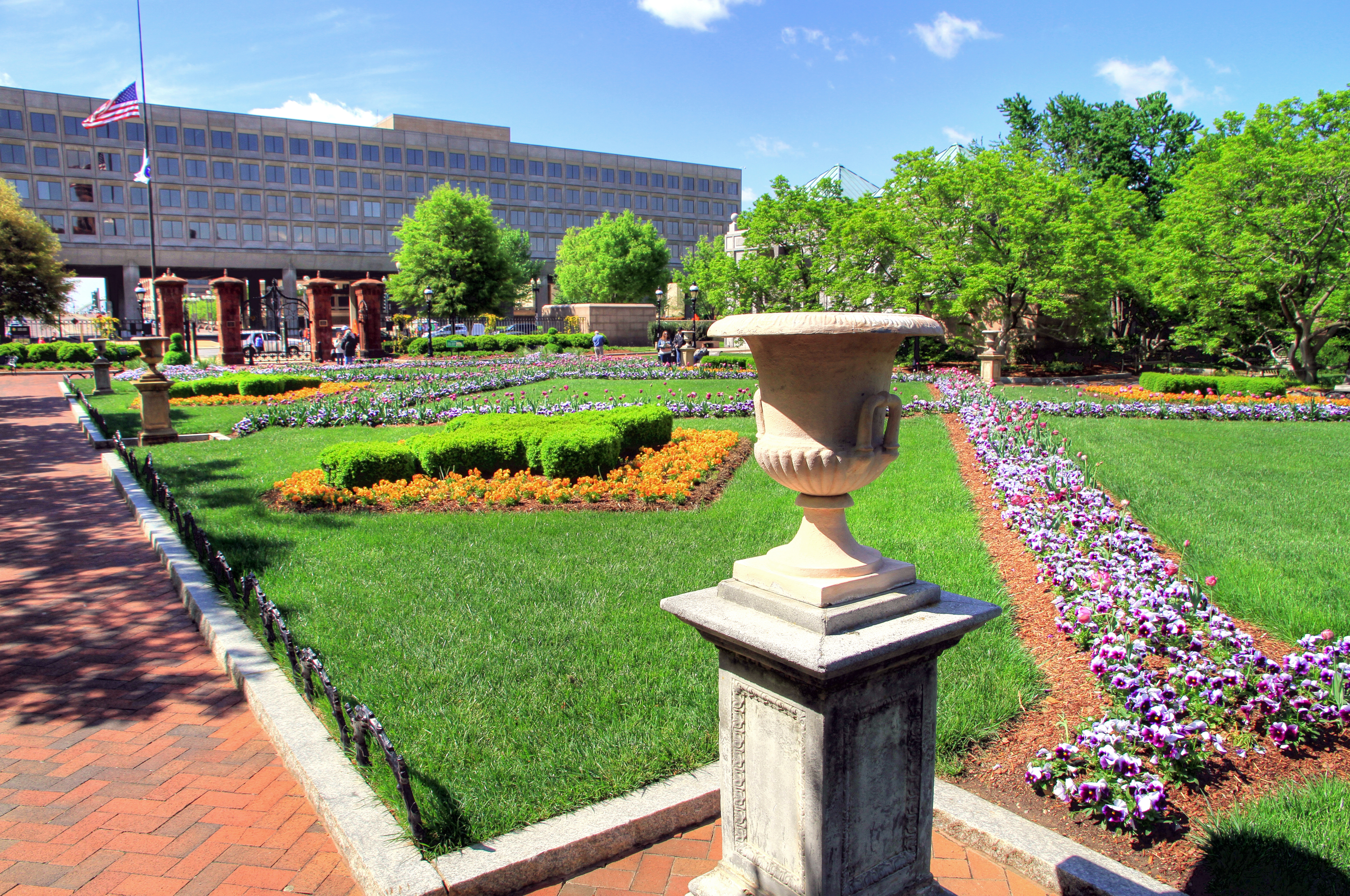
Сад Энид А. Хаупт
Могила Джеймса Смитсона